# Catacalo Tarcaniota
Catacalo Tarcaniota (in greco Κατακαλών Ταρχανειώτης?; fl. XI secolo) citato nelle opere di Niceforo Briennio il Giovane come Katakalon Katakalos (Κατακαλών Κατακαλός), fu un funzionario bizantino dell'XI secolo, attivo durante i regni di Michele VII Ducas (r. 1071-1078), Niceforo III Botaniate (r. 1078-1081) e Alessio I Comneno (r. 1081-1118).
La sua prima testimonianza risale al 1074, quando sostituì il padre come duca (dux) di Antiochia e affrontò la rivolta di Filareto Bracamio, sebbene senza successo. Anni dopo, come Catapano di Adrianopoli (oggi Edirne), affrontò inizialmente la rivolta di Niceforo Briennio il Vecchio, ma finì per allearsi con lui e partecipare alla battaglia di Kalavrye. Nel 1094 partecipò al Concilio di Blachernae (1094) e nel 1095 difese Adrianopoli durante un'invasione cumana.

## Biografia
Catacalo Tarcaniota era figlio di Giuseppe Tarcaniota, duca di Antiochia. Viene menzionato per la prima volta nel 1074, anno della morte del padre e della sua ascesa a duca, nonché della rivolta di Filareto Bracamio. Catacalo tentò di affrontare i ribelli ma non riuscì a fermarli, e Filareto riuscì a riunire grandi contingenti armeni e altri soldati in un grande esercito, che utilizzò per espandere i suoi domini a spese delle città dell'Impero bizantino.
Nel 1078, in qualità di Catapano di Adrianopoli, si scontrò con la rivolta di Niceforo Briennio il Vecchio e di suo fratello Giovanni Brienno, e scrisse all'imperatore Michele VII e al suo ministro Niceforitzes chiedendo l'invio di truppe per reprimerla. Non ricevette alcun aiuto e dovette resistere da solo ai ribelli per diversi giorni. Consapevole di rischiare per un piccolo scopo, si alleò con Giovanni Brienno e si unì alla ribellione. Questa alleanza fu suggellata dalla Curopalatessa Anna, madre dei Brienno, che organizzò il matrimonio tra Elena, sorella di Brienno, e il figlio di Giovanni Briennos. In questo stesso anno, Catacalo comandò l'ala sinistra dell'esercito di Niceforo Briennio, composto da 3000 cavalieri provenienti dalla Tracia e dalla Macedonia, durante la battaglia di Kalavrye contro Alessio I Comneno e le truppe fedeli al nuovo imperatore, Niceforo III Botaneiate.
Secondo un sigillo del 1085, Catacalo era un curopalate, e secondo Niceforo Briennio il Giovane, in una data sconosciuta, assunse il titolo di magistros. Nel 1093, Teofilatto di Ocrida gli inviò due lettere, una che parlava dell'atteggiamento nei confronti della fortuna e l'altra con una piccola moneta, come nella Parabola dei talenti. Esiste una terza lettera inviata a un certo Tarcaniota, ma non è certo che si tratti di Catacalo. Nel 1094 partecipò al concilio convocato da Alessio I Comneno (r. 1081-1118) alle Blachernae per deliberare sulla venerazione delle icone. Secondo l'elenco dei presenti, Catacalo era un senatore. Nel 1095, durante un'invasione dei Cumani, Catacalo e l'allora cieco Niceforo Briennio il Vecchio furono incaricati della difesa di Adrianopoli.
Catacalo Tarcaniota è stato ampiamente elogiato nelle testimonianze che si riferiscono a lui. Secondo Teofilatto di Ocrida, Catacalo Tarcaniota era il maestro più illustre, mentre secondo Niceforo Briennio il Giovane era un uomo che si distingueva per il modo di vivere, l'educazione e l'abilità negli affari militari. Secondo lo stesso autore, quando era ancora giovane, Catacalo era più saggio di ogni altro e più prudente.